# Дільні речі
Дільні речі (через рос. дельные вещи від нід. deel — «частина») — морський термін, загальна назва допоміжного приладдя судна, а також деяких деталей корпусу судна. Дільні речі слугують головним чином для проведення і кріплення рухомого й нерухомого такелажу, швартування судна й поставлення його на якір, а також інших потреб.
До дільних речей відносять: скоби, кнаги, рими, талрепи, храпці, клюзи, кнехти, кіпові планки, бітенги, люверси, шлюпбалки, трапбалки, мінбалки, кришки східни́х люків і горловин, трапи, двері, ілюмінатори, стійки леєрів і тентів та ін.
Основні розміри дільних речей і вимоги до їхнього монтажу на судні регламентовані класифікаційними товариствами. Більшість дільних речей — стандартні.